# Первомайское (Ольховатский район)
Первомайское — посёлок в Ольховатском районе Воронежской области России.
Входит в состав Лисичанского сельского поселения.

## География

### Улицы
- ул. Луговая
- ул. Молодёжная
- ул. Набережная

## Население
| 2010 |
| ---- |
| 109  |